# ハスミワクチン
ハスミワクチンとは、蓮見癌研究所が開発した癌治療用のワクチン。免疫療法の理論を応用することで、制癌作用を持たせるというアプローチから開発されている。

## 理論
ハスミワクチンは免疫療法の理論を採用している制癌剤。癌化した細胞よりサンプルとなる癌抗原（ウイルスの場合もある）を抽出し、冷凍乾燥を繰り返し、長期保存することで病原活性を弱化させたものを、免疫反応を増強する物質（アジュバント）と共に、投与することで、抗原を鋳型にして患者の白血球に認識させることでがん細胞のみを識別して攻撃させる能力を持たせ、患者の癌細胞のみを破壊・排除を目指す療法方法である。　ハスミワクチンの特徴は、癌化した組織を80通りに分類し、それぞれ各組織用に製造ストックされた、抗原をワクチンとして使用することで、効率化を目指したものである。
2000年に米国メリーランド州立大学と共同研究を行い、生理活性を証明している。